# Lambussie Karni District
Koordinaten: 10° 51′ N, 2° 37′ W
Der Lambussie Karni District im Nordwesten Ghanas ist einer von elf Distrikten der Upper West Region. Der Distrikt hat ein schmales Stück Grenze mit dem Nachbarland Burkina Faso im Norden und entstand, als 2008 der ehemalige Jirapa/Lambussie District aufgeteilt wurde. Namensgebend für den Distrikt war das traditionelle Lambusie-Gebiet oder „Paramountcy“ hier, also ein Gebiet traditioneller Herrscher, die auch heute noch bedeutenden Einfluss haben.
Der Vegetationstyp ist Grassavanne. Die Regenzeit ist zwischen April und Oktober.
Die Nationalstraße 12 endet in Hamile, der Grenzstadt zu Burkina Faso, die Nationalstraße 13 führt an der Südgrenze des Distriktes entlang.

## Ethnische Struktur der Bevölkerung
Die Bewohner des Distriktes gehören ganz überwiegend verschiedenen Gursprachigen Völkern Nordghanas, insbesondere den Dagaaba und Sissala an.

## Bedeutende Ortschaften
- Lambussie
- Hamile
- Samoa
- Billaw
- Piina
- Karni